# Ter Aard
Ter Aard – wieś w Holandii, w prowincji Drenthe, w gminie Assen.